# 에콰도르의 경제

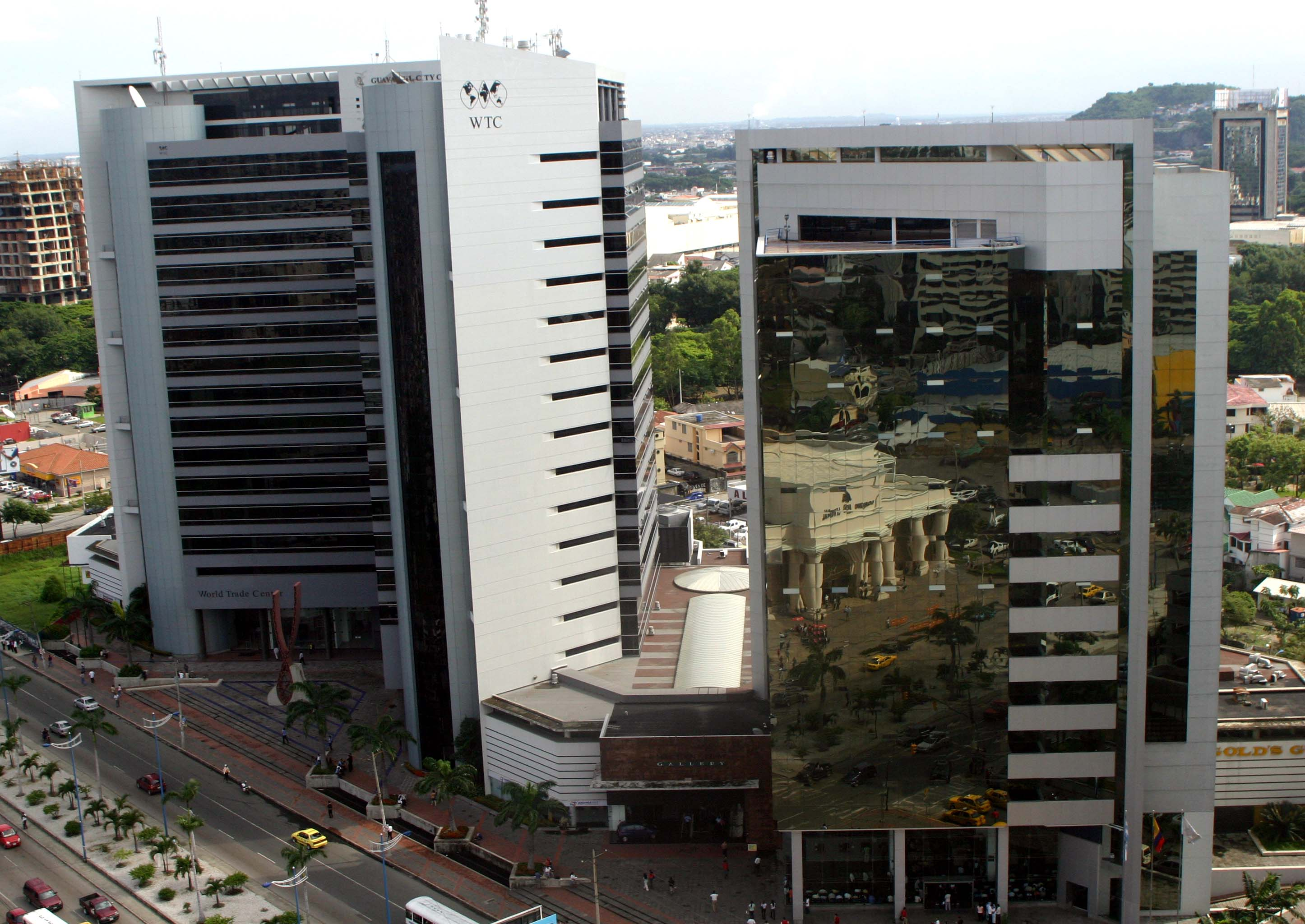

에콰도르의 경제는 총 GDP 기준으로 라틴아메리카에서 8번째로 크고 세계에서 69번째로 크다. 에콰도르의 경제는 석유, 바나나, 새우, 금, 기타 농업 제품에 기반을 둔다.
농업국으로, 바나나·커피·코코아 등이 생산의 중심이었으나 1972년 아마존 밀림에서 유전이 발견되어 바나나 산업에서 석유산업으로 전환되어 현재 남미에서 베네수엘라 다음 가는 석유수출국이 되었다. 석유수출이 재정수입의 50%를 차지하며, 바나나·커피·코코아가 그 뒤를 따른다. 무역상대국은 미국이 무역액의 약 40%를 차지한다.광산자원은 풍부한 데 비하여 개발이 늦은 편이나 석유는 동부지방을 중심으로 개발이 진척되었으며, 1972년 완성된 안데스산맥 횡단 파이프라인으로 라과히라에서 태평양 기슭의 에스메랄다스까지 약 500km를 송유한다. 임산자원은 아마존저지와 해안부에 풍부하며, 발사재(材)와 아이보리너트가 특산품으로 알려졌으나 수송상의 어려움 때문에 미개발 부분이 많다. 공업은 정부의 보호정책이 행해지고 있으나 저조하며 여전히 식품·섬유·시멘트 등 기초적 소비재의 비중이 크다.주요 수출품목은 석유·커피·바나나·카카오이며, 수입은 기계류·자동차·전기기계가 많다. 가장 큰 무역 상대국은 미국으로 전교역량의 30∼40%를 차지하며 그 다음으로는 콜롬비아, 페루, 칠레, 파나마, 중국, 브라질, 태국 등이다.